# Securidaca cayennensis
Securidaca cayennensis är en jungfrulinsväxtart som beskrevs av Joseph Blake. Securidaca cayennensis ingår i släktet Securidaca och familjen jungfrulinsväxter. Inga underarter finns listade i Catalogue of Life.